# Callophisma flavicornis
Callophisma flavicornis är en fjärilsart som beskrevs av George Francis Hampson 1913. Callophisma flavicornis ingår i släktet Callophisma och familjen nattflyn. Inga underarter finns listade i Catalogue of Life.